# Al Jahra
Al Jahra je jedana od šest muhafaza (provincija ili oblast) u Kuvajtu. Nalazi se u sjeverozapadnom dijelu zemlje od obale Perzijskog zaljeva do granice s Irakom i Saudijskom Arabijom, pripadaja joj i najveći kuvajtski otok Bubijan. 
Na sjeveru i zapadu graniči s Irakom, dok je na jugu Saudijska Arabija. Graniči s muhafazama Al Asimah, Al Farwaniyah i Al Ahmadi.  Površina muhafaze je 11230 km2, te zauzima više od polovice teritorija Kuvajta.

## Stanovništvo
Prema procjenama od 31. prosinca 2007. godine u Al Jahri živi 412.053 stanovnika, dok je prosječna gustoća naseljenosti 37 stanovnika na km2.